# Hoyland
Hoyland – miasto w Anglii, w hrabstwie ceremonialnym South Yorkshire, w dystrykcie metropolitalnym Barnsley. Leży 13 km na północ od miasta Sheffield i 239 km na północ od Londynu. Miasto liczy 15 497 mieszkańców.